# Linguine

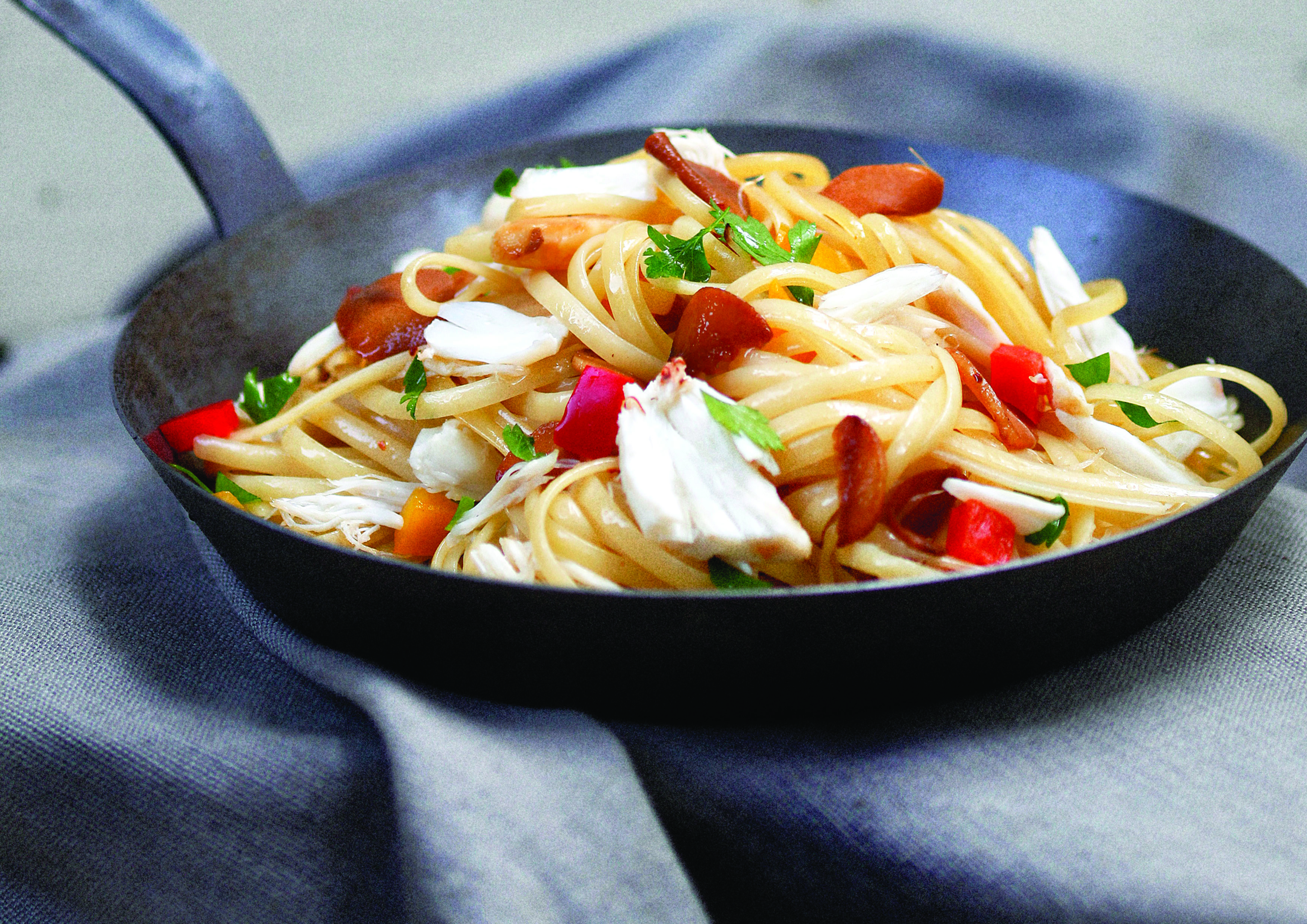
Un piatto di linguine

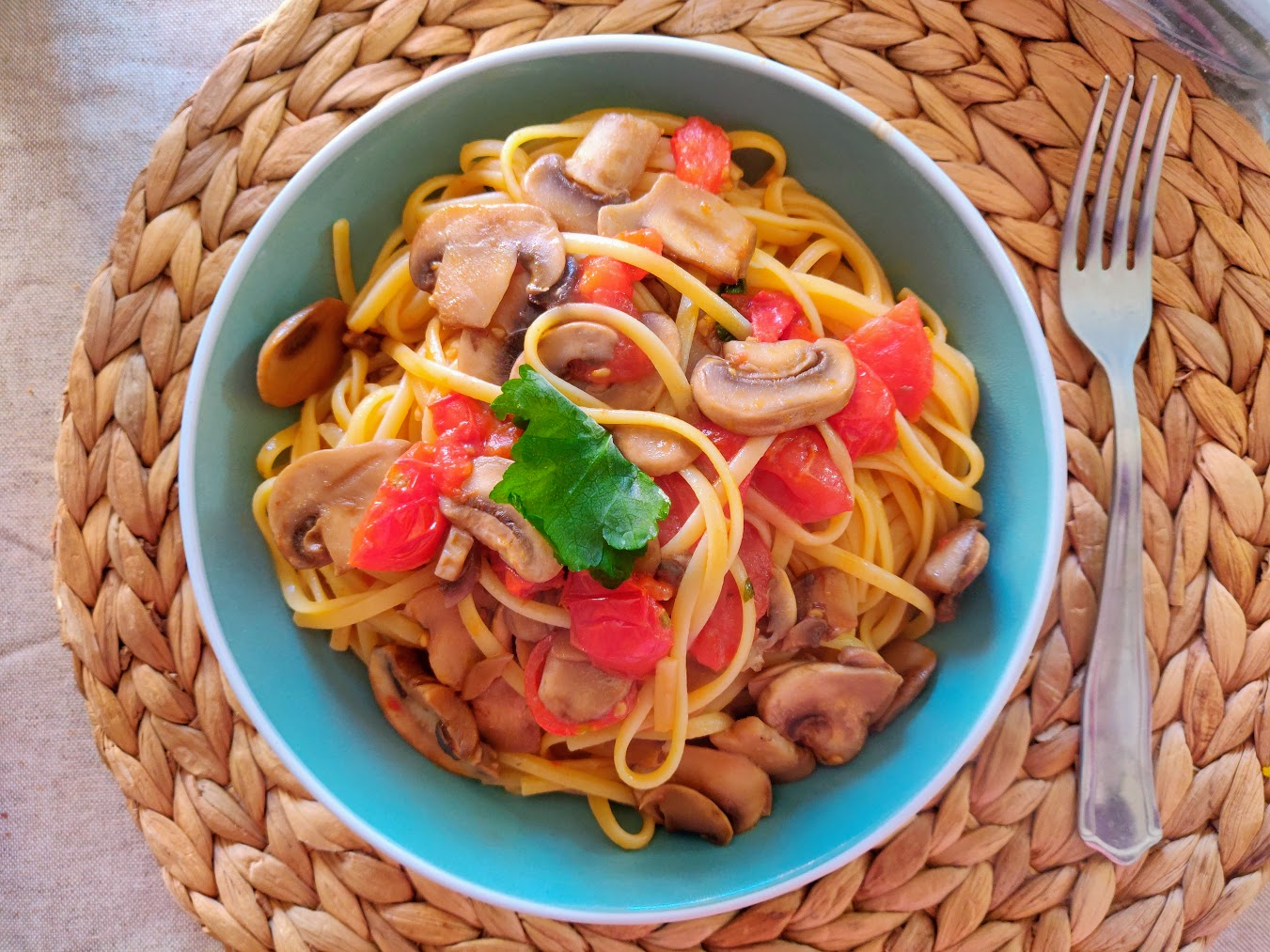
Linguine con funghi e pachino

Le linguine sono un tipo di pasta lunga di semola di grano duro.

## Caratteristiche
La lunghezza è la stessa degli spaghetti ma, anziché avere sezione rotonda l'hanno piatta e appartengono alla stessa famiglia delle bavette (spaghetto schiacciato a sezione rettangolare, di medio spessore) e delle trenette (linguine a sezione ovoidale); è un tipo di pasta che trova la sua origine a Genova.

## Utilizzo
In Liguria il condimento tipico per questa tipologia di pasta è il pesto.